# Squadra dell'anno UEFA
La Squadra dell'anno UEFA è un premio annuale, istituito nel 2001, che viene assegnato dalla UEFA, l'Unione delle Associazioni Calcistiche Europee, attraverso un sondaggio sul proprio sito ufficiale. Ogni anno viene eletto un All-Star Team di 11 calciatori, fino al 2013 composto da 1 portiere, 4 difensori, 4 centrocampisti e 2 attaccanti mentre dal 2014 da 1 portiere, 4 difensori, 3 centrocampisti e 3 attaccanti.

## Albo d'oro

### Squadra dell'anno 2001
| Ruolo | Naz.                   | Giocatore          | Squadra                    |
| ----- | ---------------------- | ------------------ | -------------------------- |
| PT    | Spagna (bandiera)      | Santiago Cañizares | Valencia                   |
| TD    | Romania (bandiera)     | Cosmin Contra      | Alavés / Milan             |
| DC    | Finlandia (bandiera)   | Sami Hyypiä        | Liverpool                  |
| DC    | Svezia (bandiera)      | Patrik Andersson   | Bayern Monaco / Barcellona |
| TS    | Francia (bandiera)     | Bixente Lizarazu   | Bayern Monaco              |
| CD    | Inghilterra (bandiera) | David Beckham      | Manchester Utd             |
| CC    | Francia (bandiera)     | Patrick Vieira     | Arsenal                    |
| TQ    | Francia (bandiera)     | Zinédine Zidane    | Juventus / Real Madrid     |
| CS    | Argentina (bandiera)   | Kily González      | Valencia                   |
| AT    | Francia (bandiera)     | Thierry Henry      | Arsenal                    |
| AT    | Francia (bandiera)     | David Trezeguet    | Juventus                   |

| Naz.               | Allenatore      | Squadra   |
| ------------------ | --------------- | --------- |
| Francia (bandiera) | Gérard Houllier | Liverpool |

### Squadra dell'anno 2002
| Ruolo | Naz.                   | Giocatore        | Squadra                          |
| ----- | ---------------------- | ---------------- | -------------------------------- |
| PT    | Turchia (bandiera)     | Rüştü Reçber     | Fenerbahçe                       |
| TD    | Spagna (bandiera)      | Carles Puyol     | Barcellona                       |
| DC    | Italia (bandiera)      | Alessandro Nesta | Lazio / Milan                    |
| DC    | Romania (bandiera)     | Cristian Chivu   | Ajax                             |
| TS    | Brasile (bandiera)     | Roberto Carlos   | Real Madrid                      |
| CD    | Paesi Bassi (bandiera) | Clarence Seedorf | Inter / Milan                    |
| CC    | Germania (bandiera)    | Michael Ballack  | Bayer Leverkusen / Bayern Monaco |
| TQ    | Francia (bandiera)     | Zinédine Zidane  | Real Madrid                      |
| CS    | Irlanda (bandiera)     | Damien Duff      | Blackburn                        |
| AT    | Francia (bandiera)     | Thierry Henry    | Arsenal                          |
| AT    | Brasile (bandiera)     | Ronaldo          | Inter / Real Madrid              |

| Naz.               | Allenatore  | Squadra |
| ------------------ | ----------- | ------- |
| Turchia (bandiera) | Şenol Güneş | Turchia |

### Squadra dell'anno 2003
| Ruolo | Naz.                   | Giocatore            | Squadra                      |
| ----- | ---------------------- | -------------------- | ---------------------------- |
| PT    | Italia (bandiera)      | Gianluigi Buffon     | Juventus                     |
| TD    | Portogallo (bandiera)  | Paulo Ferreira       | Porto                        |
| DC    | Italia (bandiera)      | Alessandro Nesta     | Milan                        |
| DC    | Italia (bandiera)      | Paolo Maldini        | Milan                        |
| TS    | Brasile (bandiera)     | Roberto Carlos       | Real Madrid                  |
| CD    | Portogallo (bandiera)  | Luís Figo            | Real Madrid                  |
| CC    | Inghilterra (bandiera) | David Beckham        | Manchester Utd / Real Madrid |
| TQ    | Francia (bandiera)     | Zinédine Zidane      | Real Madrid                  |
| CS    | Rep. Ceca (bandiera)   | Pavel Nedvěd         | Juventus                     |
| AT    | Francia (bandiera)     | Thierry Henry        | Arsenal                      |
| AT    | Paesi Bassi (bandiera) | Ruud van Nistelrooij | Manchester Utd               |

| Naz.                  | Allenatore    | Squadra |
| --------------------- | ------------- | ------- |
| Portogallo (bandiera) | José Mourinho | Porto   |

### Squadra dell'anno 2004
| Ruolo | Naz.                   | Giocatore         | Squadra         |
| ----- | ---------------------- | ----------------- | --------------- |
| PT    | Italia (bandiera)      | Gianluigi Buffon  | Juventus        |
| TD    | Brasile (bandiera)     | Cafu              | Milan           |
| DC    | Portogallo (bandiera)  | Ricardo Carvalho  | Porto / Chelsea |
| DC    | Italia (bandiera)      | Alessandro Nesta  | Milan           |
| TS    | Inghilterra (bandiera) | Ashley Cole       | Arsenal         |
| CD    | Portogallo (bandiera)  | Cristiano Ronaldo | Manchester Utd  |
| CC    | Portogallo (bandiera)  | Maniche           | Porto           |
| TQ    | Brasile (bandiera)     | Ronaldinho        | Barcellona      |
| CS    | Rep. Ceca (bandiera)   | Pavel Nedvěd      | Juventus        |
| AT    | Francia (bandiera)     | Thierry Henry     | Arsenal         |
| AT    | Ucraina (bandiera)     | Andrij Ševčenko   | Milan           |

| Naz.                  | Allenatore    | Squadra         |
| --------------------- | ------------- | --------------- |
| Portogallo (bandiera) | José Mourinho | Porto / Chelsea |

### Squadra dell'anno 2005
| Ruolo | Naz.                   | Giocatore       | Squadra    |
| ----- | ---------------------- | --------------- | ---------- |
| PT    | Rep. Ceca (bandiera)   | Petr Čech       | Chelsea    |
| TD    | Brasile (bandiera)     | Cafu            | Milan      |
| DC    | Inghilterra (bandiera) | John Terry      | Chelsea    |
| DC    | Spagna (bandiera)      | Carles Puyol    | Barcellona |
| TS    | Italia (bandiera)      | Paolo Maldini   | Milan      |
| CD    | Spagna (bandiera)      | Luis García     | Liverpool  |
| CC    | Inghilterra (bandiera) | Steven Gerrard  | Liverpool  |
| TQ    | Brasile (bandiera)     | Ronaldinho      | Barcellona |
| CS    | Rep. Ceca (bandiera)   | Pavel Nedvěd    | Juventus   |
| AT    | Camerun (bandiera)     | Samuel Eto'o    | Barcellona |
| AT    | Ucraina (bandiera)     | Andrij Ševčenko | Milan      |

| Naz.                  | Allenatore    | Squadra |
| --------------------- | ------------- | ------- |
| Portogallo (bandiera) | José Mourinho | Chelsea |

### Squadra dell'anno 2006
| Ruolo | Naz.                   | Giocatore          | Squadra                |
| ----- | ---------------------- | ------------------ | ---------------------- |
| PT    | Italia (bandiera)      | Gianluigi Buffon   | Juventus               |
| TD    | Italia (bandiera)      | Gianluca Zambrotta | Juventus / Barcellona  |
| DC    | Italia (bandiera)      | Fabio Cannavaro    | Juventus / Real Madrid |
| DC    | Spagna (bandiera)      | Carles Puyol       | Barcellona             |
| TS    | Germania (bandiera)    | Philipp Lahm       | Bayern Monaco          |
| CD    | Inghilterra (bandiera) | Steven Gerrard     | Liverpool              |
| CC    | Spagna (bandiera)      | Cesc Fàbregas      | Arsenal                |
| TQ    | Brasile (bandiera)     | Kaká               | Milan                  |
| CS    | Brasile (bandiera)     | Ronaldinho         | Barcellona             |
| AT    | Francia (bandiera)     | Thierry Henry      | Arsenal                |
| AT    | Camerun (bandiera)     | Samuel Eto'o       | Barcellona             |

| Naz.                   | Allenatore     | Squadra    |
| ---------------------- | -------------- | ---------- |
| Paesi Bassi (bandiera) | Frank Rijkaard | Barcellona |

### Squadra dell'anno 2007
| Ruolo | Naz.                      | Giocatore          | Squadra                      |
| ----- | ------------------------- | ------------------ | ---------------------------- |
| PT    | Spagna (bandiera)         | Iker Casillas      | Real Madrid                  |
| TD    | Brasile (bandiera)        | Dani Alves         | Siviglia                     |
| DC    | Italia (bandiera)         | Alessandro Nesta   | Milan                        |
| DC    | Inghilterra (bandiera)    | John Terry         | Chelsea                      |
| TS    | Francia (bandiera)        | Éric Abidal        | Olympique Lione / Barcellona |
| CD    | Portogallo (bandiera)     | Cristiano Ronaldo  | Manchester Utd               |
| CC    | Inghilterra (bandiera)    | Steven Gerrard     | Liverpool                    |
| TQ    | Brasile (bandiera)        | Kaká               | Milan                        |
| CS    | Paesi Bassi (bandiera)    | Clarence Seedorf   | Milan                        |
| AT    | Svezia (bandiera)         | Zlatan Ibrahimović | Inter                        |
| AT    | Costa d'Avorio (bandiera) | Didier Drogba      | Chelsea                      |

| Naz.              | Allenatore    | Squadra        |
| ----------------- | ------------- | -------------- |
| Scozia (bandiera) | Alex Ferguson | Manchester Utd |

### Squadra dell'anno 2008
| Ruolo | Naz.                   | Giocatore         | Squadra        |
| ----- | ---------------------- | ----------------- | -------------- |
| PT    | Spagna (bandiera)      | Iker Casillas     | Real Madrid    |
| TD    | Spagna (bandiera)      | Sergio Ramos      | Real Madrid    |
| DC    | Inghilterra (bandiera) | John Terry        | Chelsea        |
| DC    | Spagna (bandiera)      | Carles Puyol      | Barcellona     |
| TS    | Germania (bandiera)    | Philipp Lahm      | Bayern Monaco  |
| CD    | Portogallo (bandiera)  | Cristiano Ronaldo | Manchester Utd |
| CC    | Spagna (bandiera)      | Xavi              | Barcellona     |
| TQ    | Spagna (bandiera)      | Cesc Fàbregas     | Arsenal        |
| CS    | Francia (bandiera)     | Franck Ribéry     | Bayern Monaco  |
| AT    | Argentina (bandiera)   | Lionel Messi      | Barcellona     |
| AT    | Spagna (bandiera)      | Fernando Torres   | Liverpool      |

| Naz.              | Allenatore    | Squadra        |
| ----------------- | ------------- | -------------- |
| Scozia (bandiera) | Alex Ferguson | Manchester Utd |

### Squadra dell'anno 2009
| Ruolo | Naz.                   | Giocatore          | Squadra                      |
| ----- | ---------------------- | ------------------ | ---------------------------- |
| PT    | Spagna (bandiera)      | Iker Casillas      | Real Madrid                  |
| TD    | Brasile (bandiera)     | Dani Alves         | Barcellona                   |
| DC    | Inghilterra (bandiera) | John Terry         | Chelsea                      |
| DC    | Spagna (bandiera)      | Carles Puyol       | Barcellona                   |
| TS    | Francia (bandiera)     | Patrice Evra       | Manchester Utd               |
| CD    | Portogallo (bandiera)  | Cristiano Ronaldo  | Manchester Utd / Real Madrid |
| CC    | Spagna (bandiera)      | Xavi               | Barcellona                   |
| TQ    | Brasile (bandiera)     | Kaká               | Milan / Real Madrid          |
| CS    | Spagna (bandiera)      | Andrés Iniesta     | Barcellona                   |
| AT    | Argentina (bandiera)   | Lionel Messi       | Barcellona                   |
| AT    | Svezia (bandiera)      | Zlatan Ibrahimović | Inter / Barcellona           |

| Naz.              | Allenatore      | Squadra    |
| ----------------- | --------------- | ---------- |
| Spagna (bandiera) | Josep Guardiola | Barcellona |

### Squadra dell'anno 2010
| Ruolo | Naz.                   | Giocatore         | Squadra               |
| ----- | ---------------------- | ----------------- | --------------------- |
| PT    | Spagna (bandiera)      | Iker Casillas     | Real Madrid           |
| TD    | Brasile (bandiera)     | Maicon            | Inter                 |
| DC    | Spagna (bandiera)      | Gerard Piqué      | Barcellona            |
| DC    | Spagna (bandiera)      | Carles Puyol      | Barcellona            |
| TS    | Inghilterra (bandiera) | Ashley Cole       | Chelsea               |
| CD    | Portogallo (bandiera)  | Cristiano Ronaldo | Real Madrid           |
| CC    | Spagna (bandiera)      | Xavi              | Barcellona            |
| TQ    | Paesi Bassi (bandiera) | Wesley Sneijder   | Inter                 |
| CS    | Spagna (bandiera)      | Andrés Iniesta    | Barcellona            |
| AT    | Argentina (bandiera)   | Lionel Messi      | Barcellona            |
| AT    | Spagna (bandiera)      | David Villa       | Valencia / Barcellona |

| Naz.                  | Allenatore    | Squadra             |
| --------------------- | ------------- | ------------------- |
| Portogallo (bandiera) | José Mourinho | Inter / Real Madrid |

### Squadra dell'anno 2011
| Ruolo | Naz.                   | Giocatore         | Squadra       |
| ----- | ---------------------- | ----------------- | ------------- |
| PT    | Spagna (bandiera)      | Iker Casillas     | Real Madrid   |
| TD    | Brasile (bandiera)     | Dani Alves        | Barcellona    |
| DC    | Spagna (bandiera)      | Gerard Piqué      | Barcellona    |
| DC    | Brasile (bandiera)     | Thiago Silva      | Milan         |
| TS    | Brasile (bandiera)     | Marcelo           | Real Madrid   |
| CD    | Paesi Bassi (bandiera) | Arjen Robben      | Bayern Monaco |
| CC    | Spagna (bandiera)      | Xavi              | Barcellona    |
| TQ    | Spagna (bandiera)      | Andrés Iniesta    | Barcellona    |
| CS    | Galles (bandiera)      | Gareth Bale       | Tottenham     |
| AT    | Argentina (bandiera)   | Lionel Messi      | Barcellona    |
| AT    | Portogallo (bandiera)  | Cristiano Ronaldo | Real Madrid   |

### Squadra dell'anno 2012
| Ruolo | Naz.                  | Giocatore         | Squadra                     |
| ----- | --------------------- | ----------------- | --------------------------- |
| PT    | Spagna (bandiera)     | Iker Casillas     | Real Madrid                 |
| TD    | Spagna (bandiera)     | Sergio Ramos      | Real Madrid                 |
| DC    | Spagna (bandiera)     | Gerard Piqué      | Barcellona                  |
| DC    | Brasile (bandiera)    | Thiago Silva      | Milan / Paris Saint-Germain |
| TS    | Germania (bandiera)   | Philipp Lahm      | Bayern Monaco               |
| CD    | Spagna (bandiera)     | Andrés Iniesta    | Barcellona                  |
| CC    | Spagna (bandiera)     | Xavi              | Barcellona                  |
| CC    | Italia (bandiera)     | Andrea Pirlo      | Juventus                    |
| CS    | Germania (bandiera)   | Mesut Özil        | Real Madrid                 |
| AT    | Argentina (bandiera)  | Lionel Messi      | Barcellona                  |
| AT    | Portogallo (bandiera) | Cristiano Ronaldo | Real Madrid                 |

### Squadra dell'anno 2013
| Ruolo | Naz.                  | Giocatore          | Squadra                 |
| ----- | --------------------- | ------------------ | ----------------------- |
| PT    | Germania (bandiera)   | Manuel Neuer       | Bayern Monaco           |
| TD    | Germania (bandiera)   | Philipp Lahm       | Bayern Monaco           |
| DC    | Brasile (bandiera)    | Thiago Silva       | Paris Saint-Germain     |
| DC    | Spagna (bandiera)     | Sergio Ramos       | Real Madrid             |
| TS    | Austria (bandiera)    | David Alaba        | Bayern Monaco           |
| CD    | Galles (bandiera)     | Gareth Bale        | Tottenham / Real Madrid |
| CC    | Germania (bandiera)   | Marco Reus         | Borussia Dortmund       |
| CC    | Germania (bandiera)   | Mesut Özil         | Real Madrid / Arsenal   |
| CS    | Francia (bandiera)    | Franck Ribéry      | Bayern Monaco           |
| AT    | Svezia (bandiera)     | Zlatan Ibrahimović | Paris Saint-Germain     |
| AT    | Portogallo (bandiera) | Cristiano Ronaldo  | Real Madrid             |

### Squadra dell'anno 2014
| Ruolo | Naz.                   | Giocatore          | Squadra                      |
| ----- | ---------------------- | ------------------ | ---------------------------- |
| PT    | Germania (bandiera)    | Manuel Neuer       | Bayern Monaco                |
| TD    | Germania (bandiera)    | Philipp Lahm       | Bayern Monaco                |
| DC    | Spagna (bandiera)      | Sergio Ramos       | Real Madrid                  |
| DC    | Uruguay (bandiera)     | Diego Godín        | Atlético Madrid              |
| TS    | Austria (bandiera)     | David Alaba        | Bayern Monaco                |
| CD    | Paesi Bassi (bandiera) | Arjen Robben       | Bayern Monaco                |
| CC    | Germania (bandiera)    | Toni Kroos         | Bayern Monaco / Real Madrid  |
| CS    | Argentina (bandiera)   | Ángel Di María     | Real Madrid / Manchester Utd |
| AD    | Argentina (bandiera)   | Lionel Messi       | Barcellona                   |
| AT    | Svezia (bandiera)      | Zlatan Ibrahimović | Paris Saint-Germain          |
| AS    | Portogallo (bandiera)  | Cristiano Ronaldo  | Real Madrid                  |

### Squadra dell'anno 2015
| Ruolo | Naz.                  | Giocatore         | Squadra       |
| ----- | --------------------- | ----------------- | ------------- |
| PT    | Germania (bandiera)   | Manuel Neuer      | Bayern Monaco |
| TD    | Brasile (bandiera)    | Dani Alves        | Barcellona    |
| DC    | Spagna (bandiera)     | Sergio Ramos      | Real Madrid   |
| DC    | Spagna (bandiera)     | Gerard Piqué      | Barcellona    |
| TS    | Austria (bandiera)    | David Alaba       | Bayern Monaco |
| CC    | Francia (bandiera)    | Paul Pogba        | Juventus      |
| CD    | Spagna (bandiera)     | Andrés Iniesta    | Barcellona    |
| CS    | Colombia (bandiera)   | James Rodríguez   | Real Madrid   |
| AS    | Portogallo (bandiera) | Cristiano Ronaldo | Real Madrid   |
| AD    | Argentina (bandiera)  | Lionel Messi      | Barcellona    |
| AT    | Brasile (bandiera)    | Neymar            | Barcellona    |

### Squadra dell'anno 2016
| Ruolo | Naz.                  | Giocatore         | Squadra         |
| ----- | --------------------- | ----------------- | --------------- |
| PT    | Italia (bandiera)     | Gianluigi Buffon  | Juventus        |
| TD    | Germania (bandiera)   | Jérôme Boateng    | Bayern Monaco   |
| DC    | Spagna (bandiera)     | Gerard Piqué      | Barcellona      |
| DC    | Spagna (bandiera)     | Sergio Ramos      | Real Madrid     |
| TS    | Italia (bandiera)     | Leonardo Bonucci  | Juventus        |
| CD    | Croazia (bandiera)    | Luka Modrić       | Real Madrid     |
| CC    | Germania (bandiera)   | Toni Kroos        | Real Madrid     |
| CS    | Spagna (bandiera)     | Andrés Iniesta    | Barcellona      |
| AD    | Argentina (bandiera)  | Lionel Messi      | Barcellona      |
| AT    | Francia (bandiera)    | Antoine Griezmann | Atlético Madrid |
| AS    | Portogallo (bandiera) | Cristiano Ronaldo | Real Madrid     |

### Squadra dell'anno 2017
| Ruolo | Naz.                  | Giocatore         | Squadra                        |
| ----- | --------------------- | ----------------- | ------------------------------ |
| PT    | Italia (bandiera)     | Gianluigi Buffon  | Juventus                       |
| TD    | Brasile (bandiera)    | Dani Alves        | Juventus / Paris Saint-Germain |
| DC    | Italia (bandiera)     | Giorgio Chiellini | Juventus                       |
| DC    | Spagna (bandiera)     | Sergio Ramos      | Real Madrid                    |
| TS    | Brasile (bandiera)    | Marcelo           | Real Madrid                    |
| CD    | Belgio (bandiera)     | Kevin De Bruyne   | Manchester City                |
| CC    | Germania (bandiera)   | Toni Kroos        | Real Madrid                    |
| CC    | Croazia (bandiera)    | Luka Modrić       | Real Madrid                    |
| CS    | Belgio (bandiera)     | Eden Hazard       | Chelsea                        |
| AD    | Argentina (bandiera)  | Lionel Messi      | Barcellona                     |
| AS    | Portogallo (bandiera) | Cristiano Ronaldo | Real Madrid                    |

### Squadra dell'anno 2018
| Ruolo | Naz.                   | Giocatore             | Squadra                |
| ----- | ---------------------- | --------------------- | ---------------------- |
| PT    | Germania (bandiera)    | Marc-André ter Stegen | Barcellona             |
| TD    | Spagna (bandiera)      | Sergio Ramos          | Real Madrid            |
| DC    | Paesi Bassi (bandiera) | Virgil van Dijk       | Liverpool              |
| DC    | Francia (bandiera)     | Raphaël Varane        | Real Madrid            |
| TS    | Brasile (bandiera)     | Marcelo               | Real Madrid            |
| CD    | Croazia (bandiera)     | Luka Modrić           | Real Madrid            |
| CC    | Francia (bandiera)     | N'Golo Kanté          | Chelsea                |
| CS    | Belgio (bandiera)      | Eden Hazard           | Chelsea                |
| AD    | Francia (bandiera)     | Kylian Mbappé         | Paris Saint-Germain    |
| AT    | Argentina (bandiera)   | Lionel Messi          | Barcellona             |
| AS    | Portogallo (bandiera)  | Cristiano Ronaldo     | Real Madrid / Juventus |

### Squadra dell'anno 2019
| Ruolo | Naz.                   | Giocatore              | Squadra           |
| ----- | ---------------------- | ---------------------- | ----------------- |
| PT    | Brasile (bandiera)     | Alisson                | Liverpool         |
| TD    | Inghilterra (bandiera) | Trent Alexander-Arnold | Liverpool         |
| DC    | Paesi Bassi (bandiera) | Matthijs de Ligt       | Ajax / Juventus   |
| DC    | Paesi Bassi (bandiera) | Virgil van Dijk        | Liverpool         |
| TS    | Scozia (bandiera)      | Andrew Robertson       | Liverpool         |
| CC    | Paesi Bassi (bandiera) | Frenkie de Jong        | Ajax / Barcellona |
| CC    | Belgio (bandiera)      | Kevin De Bruyne        | Manchester City   |
| AD    | Argentina (bandiera)   | Lionel Messi           | Barcellona        |
| AT    | Portogallo (bandiera)  | Cristiano Ronaldo      | Juventus          |
| AT    | Polonia (bandiera)     | Robert Lewandowski     | Bayern Monaco     |
| AS    | Senegal (bandiera)     | Sadio Mané             | Liverpool         |

### Squadra dell'anno 2020
| Ruolo | Naz.                   | Giocatore          | Squadra                   |
| ----- | ---------------------- | ------------------ | ------------------------- |
| PT    | Germania (bandiera)    | Manuel Neuer       | Bayern Monaco             |
| TD    | Germania (bandiera)    | Joshua Kimmich     | Bayern Monaco             |
| DC    | Spagna (bandiera)      | Sergio Ramos       | Real Madrid               |
| DC    | Paesi Bassi (bandiera) | Virgil van Dijk    | Liverpool                 |
| TS    | Canada (bandiera)      | Alphonso Davies    | Bayern Monaco             |
| CC    | Spagna (bandiera)      | Thiago Alcántara   | Bayern Monaco / Liverpool |
| CC    | Belgio (bandiera)      | Kevin De Bruyne    | Manchester City           |
| AD    | Argentina (bandiera)   | Lionel Messi       | Barcellona                |
| AT    | Portogallo (bandiera)  | Cristiano Ronaldo  | Juventus                  |
| AT    | Polonia (bandiera)     | Robert Lewandowski | Bayern Monaco             |
| AS    | Brasile (bandiera)     | Neymar             | Paris Saint-Germain       |

## Statistiche

### Apparizioni per giocatore
| Giocatore          | Apparizioni |
| ------------------ | ----------- |
| Cristiano Ronaldo  | 15          |
| Lionel Messi       | 12          |
| Sergio Ramos       | 9           |
| Iker Casillas      | 6           |
| Carles Puyol       | 6           |
| Andrés Iniesta     | 6           |
| Gianluigi Buffon   | 5           |
| Dani Alves         | 5           |
| Thierry Henry      | 5           |
| Philipp Lahm       | 5           |
| Gerard Piqué       | 5           |
| Xavi               | 5           |
| Alessandro Nesta   | 4           |
| John Terry         | 4           |
| Zlatan Ibrahimović | 4           |
| Manuel Neuer       | 4           |
| David Alaba        | 3           |
| Steven Gerrard     | 3           |
| Kaká               | 3           |
| Toni Kroos         | 3           |
| Marcelo            | 3           |
| Luka Modrić        | 3           |
| Virgil van Dijk    | 3           |
| Pavel Nedvěd       | 3           |
| Ronaldinho         | 3           |
| Thiago Silva       | 3           |
| Zinédine Zidane    | 3           |
| Kevin De Bruyne    | 3           |
| Gareth Bale        | 2           |
| David Beckham      | 2           |
| Cafu               | 2           |
| Ashley Cole        | 2           |
| Neymar             | 2           |
| Samuel Eto'o       | 2           |
| Cesc Fàbregas      | 2           |
| Eden Hazard        | 2           |
| Paolo Maldini      | 2           |
| Mesut Özil         | 2           |
| Franck Ribéry      | 2           |
| Arjen Robben       | 2           |
| Roberto Carlos     | 2           |
| Clarence Seedorf   | 2           |
| Andrij Ševčenko    | 2           |
| Robert Lewandowski | 2           |
| 55 giocatori       | 1           |

### Apparizioni per allenatore
| Allenatore      | Apparizioni |
| --------------- | ----------- |
| José Mourinho   | 4           |
| Alex Ferguson   | 2           |
| Gérard Houllier | 1           |
| Şenol Güneş     | 1           |
| Frank Rijkaard  | 1           |
| Pep Guardiola   | 1           |

### Apparizioni per club
| Club                | Giocatori |
| ------------------- | --------- |
| Real Madrid         | 50        |
| Barcellona          | 50        |
| Bayern Monaco       | 26        |
| Juventus            | 21        |
| Milan               | 18        |
| Liverpool           | 14        |
| Chelsea             | 11        |
| Arsenal             | 10        |
| Manchester Utd      | 10        |
| Inter               | 6         |
| Paris Saint-Germain | 6         |
| Porto               | 3         |
| Valencia            | 3         |
| Ajax                | 3         |
| Manchester City     | 3         |
| Tottenham           | 2         |
| Atlético Madrid     | 2         |
| Alavés              | 1         |
| Bayer Leverkusen    | 1         |
| Blackburn Rovers    | 1         |
| Borussia Dortmund   | 1         |
| Fenerbahçe          | 1         |
| Lazio               | 1         |
| Olympique Lione     | 1         |
| Siviglia            | 1         |

### Apparizioni per nazione
| Nazione              | Giocatori |
| -------------------- | --------- |
| Spagna               | 42        |
| Brasile              | 25        |
| Francia              | 20        |
| Portogallo           | 18        |
| Germania             | 17        |
| Italia               | 16        |
| Argentina            | 13        |
| Inghilterra          | 12        |
| Paesi Bassi          | 10        |
| Svezia               | 5         |
| Repubblica Ceca      | 4         |
| Belgio               | 4         |
| Austria              | 3         |
| Croazia              | 3         |
| Camerun              | 2         |
| Romania              | 2         |
| Galles               | 2         |
| Ucraina              | 2         |
| Colombia             | 1         |
| Costa d'Avorio       | 1         |
| Finlandia            | 1         |
| Polonia              | 1         |
| Repubblica d'Irlanda | 1         |
| Scozia               | 1         |
| Senegal              | 1         |
| Turchia              | 1         |
| Uruguay              | 1         |

## UEFA Ultimate Team of the Year
Nel novembre 2015, la UEFA ha pubblicato il suo Ultimate Team of the Year composto dai 18 giocatori (11 titolari e 7 sostituti) che sono apparsi più volte nel UEFA Team of the Year, a partire dalla sua istituzione nel 2001.
| All-time XI | Portiere                    | Difensori | Centrocampisti                                                           | Attaccanti                                                                                       |
| ----------- | --------------------------- | --- | ------------------------------------------------------------------------ | ------------------------------------------------------------------------------------------------ |
|             | Iker Casillas (Real Madrid) | Philipp Lahm (Bayern Monaco) Carles Puyol (Barcellona) Alessandro Nesta (Lazio/Milan) Sergio Ramos (Real Madrid) | Andrés Iniesta (Barcellona) Steven Gerrard (Liverpool) Xavi (Barcellona) | Cristiano Ronaldo (Manchester Utd/Real Madrid) Thierry Henry (Arsenal) Lionel Messi (Barcellona) |

| Sostituti          | Apparizioni (al 2015) |
| ------------------ | --------------------- |
| John Terry         | 4                     |
| Zlatan Ibrahimović | 4                     |
| Gianluigi Buffon   | 3                     |
| Pavel Nedvěd       | 3                     |
| Zinédine Zidane    | 3                     |
| Ronaldinho         | 3                     |
| Kaká               | 3                     |

Nel novembre 2017, la UEFA ha pubblicato l'UEFA all-time XI del secolo, il suo secondo Ultimate Team of the Year composto dagli 11 giocatori che sono apparsi più volte nel UEFA Team of the Year, a partire dalla sua istituzione nel 2001.
| All-time XI | Portiere                    | Difensori                                                                                                   | Centrocampisti                                                           | Attaccanti                                                                                       |
| ----------- | --------------------------- | --- | ------------------------------------------------------------------------ | ------------------------------------------------------------------------------------------------ |
|             | Iker Casillas (Real Madrid) | Philipp Lahm (Bayern Monaco) Carles Puyol (Barcellona) Gerard Piqué (Barcellona) Sergio Ramos (Real Madrid) | Andrés Iniesta (Barcellona) Steven Gerrard (Liverpool) Xavi (Barcellona) | Cristiano Ronaldo (Manchester Utd/Real Madrid) Thierry Henry (Arsenal) Lionel Messi (Barcellona) |